# Petr Šabach
Petr Šabach (ur. 23 sierpnia 1951 w Pradze, zm. 16 września 2017 tamże) – czeski pisarz, znany ze swych humorystycznych powieści i opowiadań.

## Życiorys
Dzieciństwo spędził w praskich Dejvicach. Šabach w 1966 rozpoczął naukę w średniej szkole o profilu bibliotekarskim, skąd po roku przeszedł do liceum, z którego był relegowany w 1969 roku. Ostatecznie skończył eksternistycznie szkołę bibliotekarską, gdzie zdał w roku 1974 maturę. Studiował kulturoznawstwo na Wydziale Filozoficznym Uniwersytetu Karola. Studia ukończył w roku 1979.

## Wybrana twórczość
- Jak potopit Austrálii. 1986
- Hovno hoří. 1994 (polskie wydanie: Gówno się pali, Afera, Wrocław 2011, tłum. Julia Różewicz)
- Zvláštní problém Františka S. 1996
- Putování mořského koně. 1998 (polskie wydanie: Podróże konika morskiego, Afera, Wrocław 2012, tłum. Julia Różewicz)
- Babičky. 1998 (polskie wydanie: Babcie, Afera, Wrocław 2020, tłum. Julia Różewicz)
- Opilé banány. 2001 (polskie wydanie: Pijane banany, Afera, Wrocław 2015, tłum. Julia Różewicz)
- Čtyři muži na vodě. 2003
- Ramon. 2004
- Občanský průkaz. 2006 (polskie wydanie: Dowód osobisty, Afera, Wrocław 2017, tłum. Julia Różewicz)
- Tři vánoční povídky. 2007
- Škoda lásky. 2009
- S jedním uchem naveselo. 2011
- Máslem dolů. 2012 (polskie wydanie: Masłem do dołu, Afera, Wrocław 2013, tłum. Julia Różewicz)